# Mark Atkinson
Mark Atkinson (Auckland, 16 de fevereiro de 1970) é um ex-futebolista profissional neo-zelandês que atuava como meia.

## Carreira
Mark Atkinson se profissionalizou no Central United.

## Seleção
Mark Atkinson integrou a Seleção Neozelandesa de Futebol na Copa das Confederações de 1999.

## Títulos
Nova Zelândia
- Copa das Nações da OFC: 1998